# 埃斯特瓦尼亞 (阿蘇阿省)
18°27′N 70°39′W / 18.450°N 70.650°W
埃斯特瓦尼亞（西班牙語：Estebanía），是多明尼加共和國的城鎮，位於該國南部，由阿蘇阿省負責管轄，面積159.2平方公里，主要經濟活動是農業，2012年人口10,154，人口密度每平方公里64人。